# Aksilu
Aksilu (gr. Αξύλου) – wieś w Republice Cypryjskiej, w dystrykcie Pafos. Przez miejscowość przebiega droga lokalna E606. W 2011 roku liczyła 61 mieszkańców.